# Hangmaul

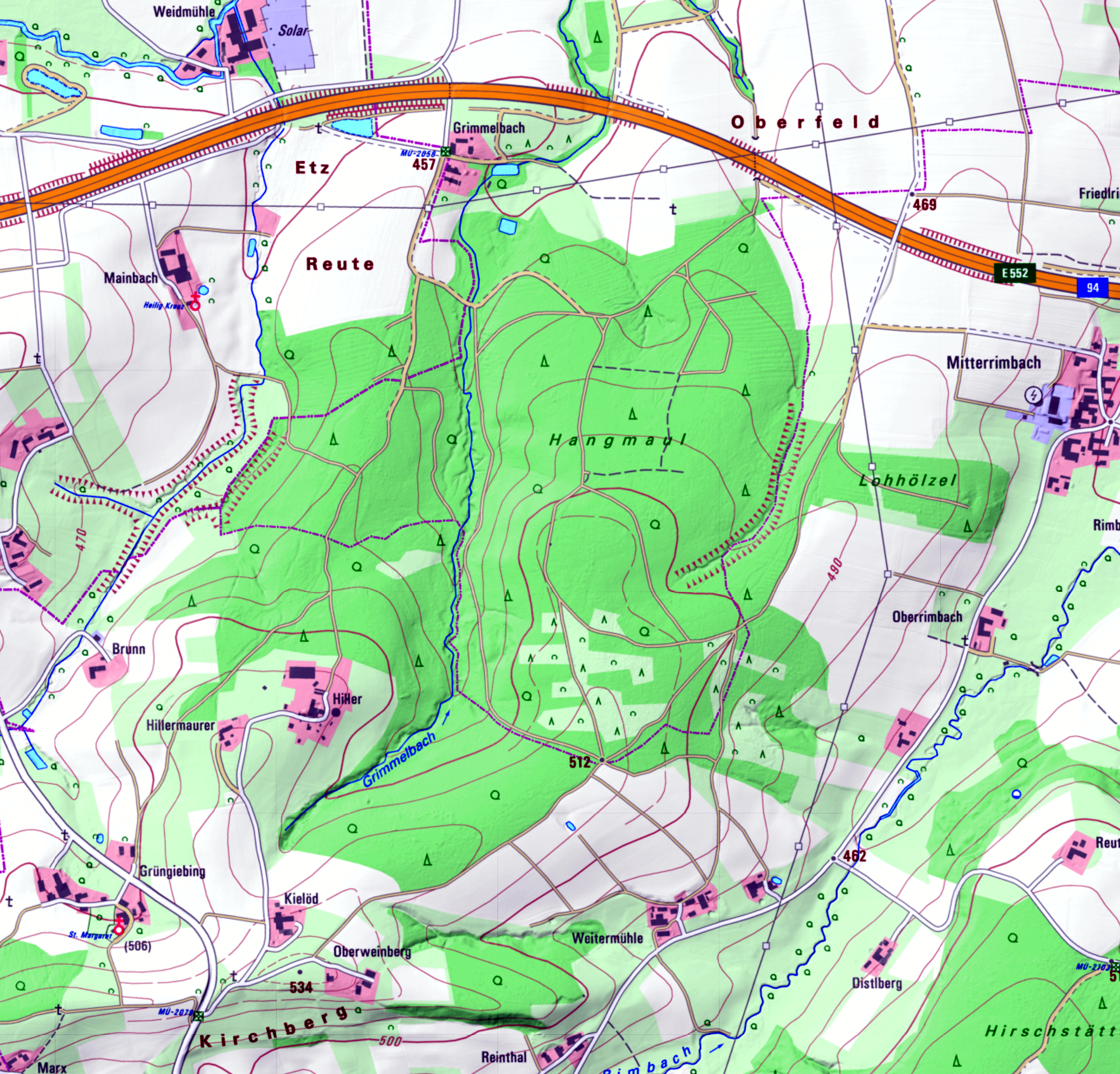
Hangmaul, Topographische Karte 1:10.000 (Bayerische Vermessungsverwaltung)

Der Hangmaul ist eines der größten Waldgebiete des Isengaues am Nordost-Rand des Gattergebirges und an der Ost-Grenze des Landkreises Erding zum Landkreis Mühldorf am Inn.

## Topographie/Beschreibung
Der Hangmaul ist in die nach Norden abfallenden Höhenlagen zwischen dem Mainbach- und dem Rimbachtal eingebettet. Im südwestlichsten Zipfel entspringt der Grimmelbach, der mittig nach Norden zur Goldach fließt. Nördlich des 2000 × 1840 Meter großen Hangmauls verläuft die A 94. Deren Verlauf war zwischen der Goldachtalbrücke und der Ornaubachtalbrücke ursprünglich etwas weiter südlicher geplant. Da aber die schützenswerten Tiere Großes Mausohr und Bachmuschel in den Auwäldern des Mainbach- und Grimmelbachtals leben – besonders die Bachmuschel, die in dem von Sumpfwald begleiteten Bachlauf des Grimmelbachs lebt –, musste bei den überbrückenden und begleitenden Bauwerken mit großer Sorgfalt vorgegangen werden.
Durch den Hangmaul, der durch die Hegegemeinschaft Oberes Isental jagdlich betreut wird, verlaufen mehrere Forst- und Wanderwege.

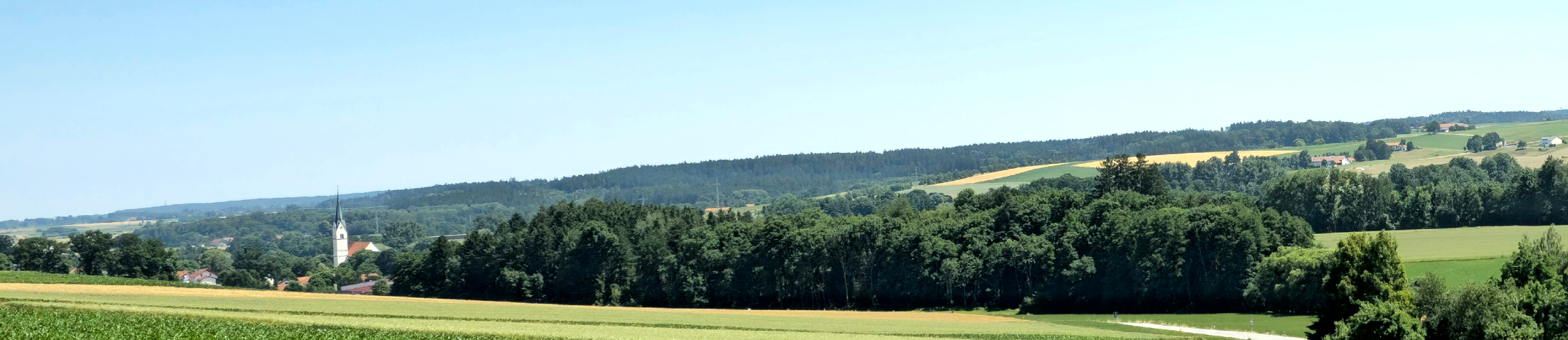
Nordwestansicht des Hangmaul, im Vordergrund der ehemalige Gemeinde-Hauptort Schwindkirchen (heute zu Dorfen gehörig)
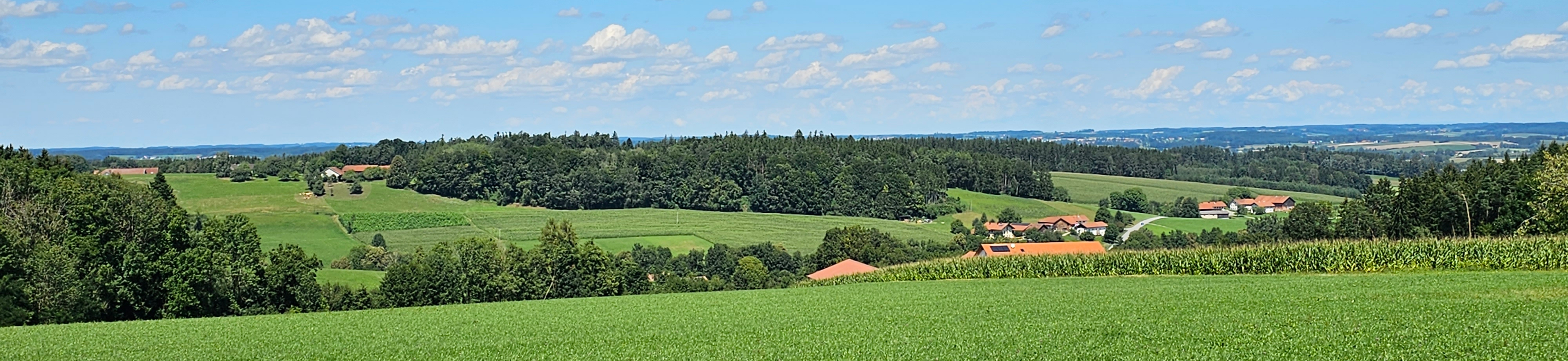
Hangmaul von Stift (zwischen Hofgiebing und Oberornau) aus